# مسابقات جهانی تنیس روی میز ۱۹۹۹
مسابقات جهانی تنیس روی میز ۱۹۹۹ (انگلیسی: 1999 World Table Tennis Championships) چهل و پنجمین دوره مسابقات جهانی تنیس روی میز است که در شهر آیندهوون، هلند برگزار شده است.
این مسابقات از ۲ تا ۸ اوت ۱۹۹۹ در بخش انفرادی انجام شده است.
براساس برنامه فدراسیون جهانی این مسابقات باید در شهر بلگراد، یوگسلاوی برگزار می‌شد اما به دلیل بمباران یوگسلاوی توسط ناتو در طول جنگ کوزوو بازی‌های انفرادی به شهر آیندهوون و بازی‌های تیمی به شهر کوالا لامپور، مالزی منتقل شد.

## نتایج
| رویداد        | طلا                     | نقره               | برنز                              |
| انفرادی مردان | لیو گولیانگ             | ما لین             | ورنر اشلاگر                       |
| انفرادی مردان | لیو گولیانگ             | ما لین             | یان اووه والدنر                   |
| انفرادی زنان  | وانگ نان                | ژانگ یینینگ        | Ryu Ji-Hye                        |
| انفرادی زنان  | وانگ نان                | ژانگ یینینگ        | Li Nan                            |
| دونفره مردان  | کونگ لینگوی لیو گولیانگ | وانگ لیچین یان سان | زوران پریموراتس ولادیمیر سامسونوف |
| دونفره مردان  | کونگ لینگوی لیو گولیانگ | وانگ لیچین یان سان | کیم تیک-سو Park Sang-Joon         |
| دونفره زنان   | لی جو وانگ نان          | Sun Jin Yang Ying  | Zhang Yingying ژانگ یینینگ        |
| دونفره زنان   | لی جو وانگ نان          | Sun Jin Yang Ying  | Kim Moo-Kyo Park Hae-Jung         |
| مختلط دونفره  | ما لین Zhang Yingying   | Feng Zhe Sun Jin   | وانگ لیچین وانگ نان               |
| مختلط دونفره  | ما لین Zhang Yingying   | Feng Zhe Sun Jin   | Qin Zhijian Yang Ying             |